# 微型行星

太阳系天体种类之间的关系欧拉图

微型行星（minor planet）是直接環繞著我們的太陽的天體，但它們既不是主要的行星，也不是原本所謂的彗星。在2006年之前，國際天文聯合會使用「minor planet」做為正式的用語，但是在2006年的會議中，對太陽系的天體重新做了分類，將微型行星和彗星重新歸類為矮行星和太陽系小天體。微型行星可以是矮行星、小行星、特洛伊天體、半人馬小行星、古柏帶天體、和其它的海王星外天體。
第一顆微型天體（行星）是在1801年發現的穀神星（矮行星，但從發現開始迄1851年，它都被視為一顆行星）。在小行星中心已經存有軌道資料的天體超過570,000顆。「微型行星」（minor planet）這個名詞從19世紀就被用來描述這些天體。planetoid這個名詞也曾經被使用過，特別是針對較大（像行星）的天體，像是從2006年起被國際天文學聯合會稱為矮行星的天體。在歷史上，「小行星」（asteroid）、「微型行星」（minor planet）和planetoid或多或少的被視為同義詞。但因為在木星，尤其是海王星軌道之外也發現了許多的小天體，而使問題變得複雜，因為這些天體不適合全部都歸類為小行星。此外，曾經被觀察到釋出氣體的小行星可能會得到也是彗星的雙重分類。
如果自身的重力足以達到流體靜力平衡——形狀近似球體的橢球體——的小行星重新分類為矮行星。而除了行星和矮行星，其他所有環繞著太陽運轉的天體，包括彗星，正式的分類名稱通通都是太陽系小天體。國際天文聯合會的態度是：「小行星這個名詞依然可以使用，但是使用太陽系小天體這個名詞會更恰當」。然而，為了編號和命名的目的，仍然遵循傳統區分出小行星和彗星。在我們的太陽系，土衛一似乎是達到流體靜力平衡的最小天體，智神星則可能是未達到的最大天體。國際天文聯合會目前已宣告了五顆矮行星：穀神星、冥王星、鳥神星、妊神星和鬩神星。

## 群體
在太陽系內已經發現數以萬計的小行星，從2009年起每個月發現的小行星數量可以超過3,000顆。超過535,000顆的小行星已經賦予臨時名稱，多達251,651顆小行星的軌道已經確認，並取得的正式的永久的正式編號 ，並且有16,154顆已經正式命名。迄2010年9月，尚未命名的正式編號最小的小行星是(3708) 1974 FV1；但也有一些正式編號高於240,000號的已經正式命名了。
有著各種不同類型的小行星族群：
- 小行星（Asteroids）：傳統上大部分都是內太陽系的天體[7]。
  - 主帶小行星：以接近圓形的軌道，在火星和木星之間環繞太陽的天體。這些是最原始的、最大的和最為人所熟知的小行星集團。
  - 近地小行星：在火星軌道內側的小行星。基於軌道的距離，進一步的再細分[12]，使用於：
    - 阿登型小行星：這些小行星的軌道半長軸小於1天文單位。遠日點也在地球軌道內側的阿登型小行星被稱為阿波希利型小行星。
    - 阿莫爾型小行星是接近地球的小行星，但是軌道在地球的外側，不會與地球交會。阿莫爾型小行星可以依據軌道半長軸落在地球軌道和小行星帶之間的位置，進一步分為四組。
    - 阿波羅型小行星是軌道半長軸大於1天文單位，但近日點在1.017AU以內的小行星。如同阿登型小行星，阿波羅型小行星也是越地小行星。

  - 地球特洛伊是與地球共享軌道，並且被重力鎖定的小行星。在2011年，知道的僅有2010 TK7一顆[13]。
  - 火星特洛伊是與火星共享軌道，並且被重力鎖定的小行星。在2007年，已知有8顆這樣的小行星[14]，但小行星中心只認可三顆。
  - 木星特洛伊是與木星共享軌道，並且被重力鎖定的小行星。估際它們的數量與主帶小行星相當。
- 遠距小行星是在太陽系外側，為數眾多的小行星。
  - 半人馬小行星是位於太陽系外側，在木星和海王星之間的小行星。由於受到巨大行星的引力影響，它們的軌道是不穩定的，因此它們會來自各處，甚至出現在海王星的外側[15]。
  - 海王星特洛伊是與海王星共享軌道，並且被重力鎖定的小行星。雖然毅知的數量屈指可數，但有證據顯示其數量會比任何其他行星，包括木星的特洛伊小行星，以及主帶小行星還要多[16]。
  - 海王星外天體是在海王星，最外側的行星，軌道之外的小行星。 
    - 古柏帶天體是散布在距離太陽大約55天文單位以內的小行星族群。 
      - 傳統古柏帶天體，也稱為QB1天體，是原始軌道接近圓形，但與海王星沒有軌道共振的小行星
      - 冥族小天體（Plutinos），像是冥王星，與海王星有3:2的軌道共振，和其它的共振海王星外天體。這是一個相當大的族群。

    - 離散盤天體是被海王星散射，且遠日點在古柏帶之外的小行星。
    - 獨立天體是像(90377) 賽德那，遠日點和近日點都在古柏帶外側的天體。
    - 歐特雲是假設的族群，被認為是長週期彗星的來源，它們與太陽的距離超過5,000天文單位。

### 较大小行星：已列入和即将列入矮行星
| 天体     | 英文名   | 编号    | 半径 （公里） | 质量 （1021千克） | 平均轨道半径 （天文单位） | 分类 柯伊伯带包括冥族小天体、 QB1天体、其它共振天体 |
| -------- | -------- | ------- | ------------- | ----------------- | ------------------------- | --------------------------------------------------- |
| 谷神星   | Ceres    | 1       | 475±2         | 0.94              | 2.77                      | 小行星带                                            |
| 冥王星   | Pluto    | 134340  | 1185±10       | 13.05             | 39.26                     | 冥族小天体                                          |
| 阋神星   | Eris     | 136199  | 1163±6        | 16.7              | 67.67                     | 離散盤                                              |
| 鸟神星   | Makemake | 136472  | 715±7         | 3                 | 45.79                     | QB1天体                                             |
| 妊神星   | Haumea   | 136108  | 620±30        | 4.01              | 43.13                     | 其它共振天体                                        |
| 共工星   | Gonggong | 225088  | 640±105       | 2                 | 67.21                     | 離散盤                                              |
| 冥卫一   | Charon   | Pluto I | 604±2         | 1.52              | 39.26                     | 冥族小天体或卫星                                    |
| 创神星   | Quaoar   | 50000   | 555±3         | 1.4               | 43.58                     | QB1天体                                             |
| 赛德娜   | Sedna    | 90377   | 498±40        | 0.8               | 518.57                    | 離散盤或内奥尔特云                                  |
| 2002 MS4 |          | 307261  | 470±30        | 0.7               | 41.93                     | QB1天体或離散盤                                     |
| 亡神星   | Orcus    | 90482   | 460±10        | 0.64              | 39.17                     | 冥族小天体                                          |
| 潫神星   | Salacia  | 120347  | 430±20        | 0.45              | 42.19                     | QB1天体或離散盤                                     |

## 命名
新發現的小行星會賦予臨時的名稱（像是2002 AT4），其中包括發現的年份和指示發現的那半個月與那半個月內順序的字母翰數字代碼。依但小行星的軌道被確認，它會被賦予一個永久編號，並且之後還可以有一個名字（例如(433) 愛神星）。照規定在正式名字之前的永久編號要使用括弧，但括弧通常會被省略。非正式的，當名字在文章中不斷出現時，除了第一次會有編號之外，再次提到時連編號都會被省略。
小行星在獲得了永久編號之後但還沒有命名之前，臨時的名稱依然會被保留，例如(29075) 1950 DA。現代的技術發現越來越多新的小行星，也有越來越多的小行星尚未命名。早期發現但長期未命名的小行星 (3360) 1981 VA，現在已經命名為(3360) Syrinx；自從2008年9月，這個頭銜由(3708) 1974 FV1取代了。在很罕見的情況下，一顆小天體的臨時名稱可能成為他自己本身的正式命名：迄今尚未正式命名的(15760) 1992 QB1以它的臨時名稱代表了古柏帶的一個族群，稱為QB1 (cubewano)。
少數幾個天體跨列成暨是彗星也是小行星，像是小行星(4015) Wilson–Harrington，也是彗星107P/Wilson–Harrington。

### 編號
小行星的軌道一旦被證實，就會獲得官方的正式編號。由於發現的速度增快，現在這個序號已經達到六位數了。從五位數邁入六位數的資料訊發布在2005年10月19日的小行星通報（MPC），小行星的最高序號在那一期從99,947到118,161。

### 名稱的來源
最初幾顆小行星的名字都來自希臘和羅馬神話，但是隨著數量的增加以神話人物命名的數量開始萎縮，取代的是知名人士、戲劇中的人物、發現者的妻子和兒女，甚至電視中的字元。
第一顆不以神話人物命名的小行星是(20) 王后星，是依據馬賽市的希臘名字命名的。第一顆完全不遵循傳統命名的小行星是(45) 香女星，用的是拿破崙三世的妻子歐珍妮·德·蒙提荷皇后的名字。有一段時間只有女性或女性化的名字被用在小行星的命名；亞歷山大·馮·洪保德是第一位被用來命名小行星的男性，但他的名字被女性化為 (54) 亞歷山卓（哲女星）。而奇怪的是以女性化的名字命名多年之後，這不可言傳的傳統一直到(334) 芝加哥才被破除。
當小行星的數量增加到幾百顆，甚至數以千計時，發現者給它們的名字也開始越來越瑣屑或無聊。第一個這樣的線索是(482) Petrina和(483) Seppina，它們是發現者的寵物狗。然而，這樣的命名到了1971年將小行星2309命名為史巴克先生（發現者的貓的名字）時才引發了爭議。雖然IAU隨後就禁止以寵物的名字命名，但一些怪異名稱還是會被接受，例如(4321) 0、(6042) Cheshirecat、(9007) 龐德 (James Bond)、(13579) 全奇數、(24680) 全偶數和(26858) Misterrogers。
一些既定的規則，不同於彗星，小行星不能以發現者自己的名字命名。避開此一禁制的方法是天文學家彼此交流，禮貌性的以對方的名字命名。一個例外是(96747) Crespodasilva，是以發現者的名字命名，原因是發現者在不久之後就過世了，享年僅22歲，Lucy d'Escoffier Crespo da Silva。
一開始，名字要適應各種不同的語言。(1) 穀神星，正確的名稱是Cerere（切雷雷），是正式的義大利名稱；Ceres是盎格魯-拉丁的名稱。德國、法國、阿拉伯和印度使用的形式類似英文，而俄羅斯的類似表單，是Tserera，比較像義大利文。在希臘，這個名稱翻譯成「得墨忒耳」（Demeter），相當於希臘羅馬神話中的穀神。在最初幾年，在它導致矛盾之前，小行星的名稱之後會附上數字，並且翻譯成希臘文；其它的例子像Hera是(3) Juno（婚神星）；Hestia 是(4) Vesta（灶神星）；Chloris 是(8) Flora（花神星）；和Pistê是(37) Fides（忠神星）。在中國，名字並未轉換成中國的神之後再命名，但通常是有一個音節或兩個字元的神或人的名字，後隨著神或女這個字，如果只有一個音節就會加上星字。所以，多數的小行星名稱都是三個漢字的字元。例如：Ceres是穀神星、 Pallas 是智神星等等。

### 特別的命名規則
小行星的命名並非毫無章法可言：有一些族群有制定名稱的來源和規則。實務上，半人馬小行星（土星和海王星軌道間的小行星）全部使用神話中的半人馬命名；木星特洛伊以特洛伊戰爭中英雄的名字命名；共振的海王星外天體使用冥界的幽靈命名；非共振的遠距小行星採用創世紀的諸神命名。

## 彗星和微型行星的物理特性
國際天文學聯合會的第15委員會是由專門研究彗星和小行星物理特性的專家組成的委員會。
彗星和微型行星的物理屬性資料可以在PDS小行星/塵埃內找到。這包括基本小行星物理特徵，像是聯星系統的性質、掩星計時和直徑、質量、密度、自轉週期、表面溫度、反照率、旋轉向量、分類、絕對星等和傾斜。此外，歐洲的小行星研究結點（E.A.R.N.），一個研究小行星的社群，維護的小行星資料庫還包括近地小行星的物理和動力學性質。
個詳細的資料可以從Category: Asteroids visited by spacecraft和Category: Comets visited by spacecraft獲得。

## 外部連結
- Minor Planet Center （页面存档备份，存于）